# Thaumalea seguyi
Thaumalea seguyi är en tvåvingeart som beskrevs av Vaillant 1969. Thaumalea seguyi ingår i släktet Thaumalea och familjen mätarmyggor.
Artens utbredningsområde är Frankrike. Inga underarter finns listade i Catalogue of Life.